# 흰등독수리
흰등독수리(학명: Gyps africanus)는 고산대머리수리속에 속하는 맹금류의 일종으로, 청소부 조류에 해당한다. 아프리카 대륙에 분포하며 현재 심각한 멸종위기에 처해 있다.
서식지는 주로 넓은 평야이며 아리카를 대표하는 대형종이다.